# Voingt
Voingt (Vint en occitan) est une commune française située dans le département du Puy-de-Dôme, en région Auvergne-Rhône-Alpes.

## Géographie
|      |             | Saint-Étienne-des-Champs |
| Giat | Voingt      |                          |
|      | Verneugheol |                          |

### Climat
Pour des articles plus généraux, voir Climat d'Auvergne-Rhône-Alpes et Climat du Puy-de-Dôme.
En 2010, le climat de la commune est de type climat des marges montargnardes, selon une étude du Centre national de la recherche scientifique s'appuyant sur une série de données couvrant la période 1971-2000. En 2020, Météo-France publie une typologie des climats de la France métropolitaine dans laquelle la commune est exposée à un climat de montagne ou de marges de montagne et est dans la région climatique  Ouest et nord-ouest du Massif Central, caractérisée par une pluviométrie annuelle de 900 à 1 500 mm, maximale en automne et en hiver. 
Pour la période 1971-2000, la température annuelle moyenne est de 9,1 °C, avec une amplitude thermique annuelle de 15,1 °C. Le cumul annuel moyen de précipitations est de 1 083 mm, avec 13,2 jours de précipitations en janvier et 8,3 jours en juillet. Pour la période 1991-2020, la température moyenne annuelle observée sur la station météorologique de Météo-France la plus proche, « Gelles », sur la commune de Gelles à 18 km à vol d'oiseau, est de 9,5 °C et le cumul annuel moyen de précipitations est de 1 026,1 mm,. Pour l'avenir, les paramètres climatiques de la commune estimés pour 2050 selon différents scénarios d'émission de gaz à effet de serre sont consultables sur un site dédié publié par Météo-France en novembre 2022.

## Urbanisme

### Typologie
Au 1er janvier 2024, Voingt est catégorisée commune rurale à habitat très dispersé, selon la nouvelle grille communale de densité à sept niveaux définie par l'Insee en 2022.
Elle est située hors unité urbaine et hors attraction des villes,.

### Occupation des sols
L'occupation des sols de la commune, telle qu'elle ressort de la base de données européenne d’occupation biophysique des sols Corine Land Cover (CLC), est marquée par l'importance des territoires agricoles (86,2 % en 2018), une proportion sensiblement équivalente à celle de 1990 (86 %). La répartition détaillée en 2018 est la suivante : prairies (65 %), zones agricoles hétérogènes (21,1 %), forêts (13,8 %). L'évolution de l’occupation des sols de la commune et de ses infrastructures peut être observée sur les différentes représentations cartographiques du territoire : la carte de Cassini (XVIIIe siècle), la carte d'état-major (1820-1866) et les cartes ou photos aériennes de l'IGN pour la période actuelle (1950 à aujourd'hui).

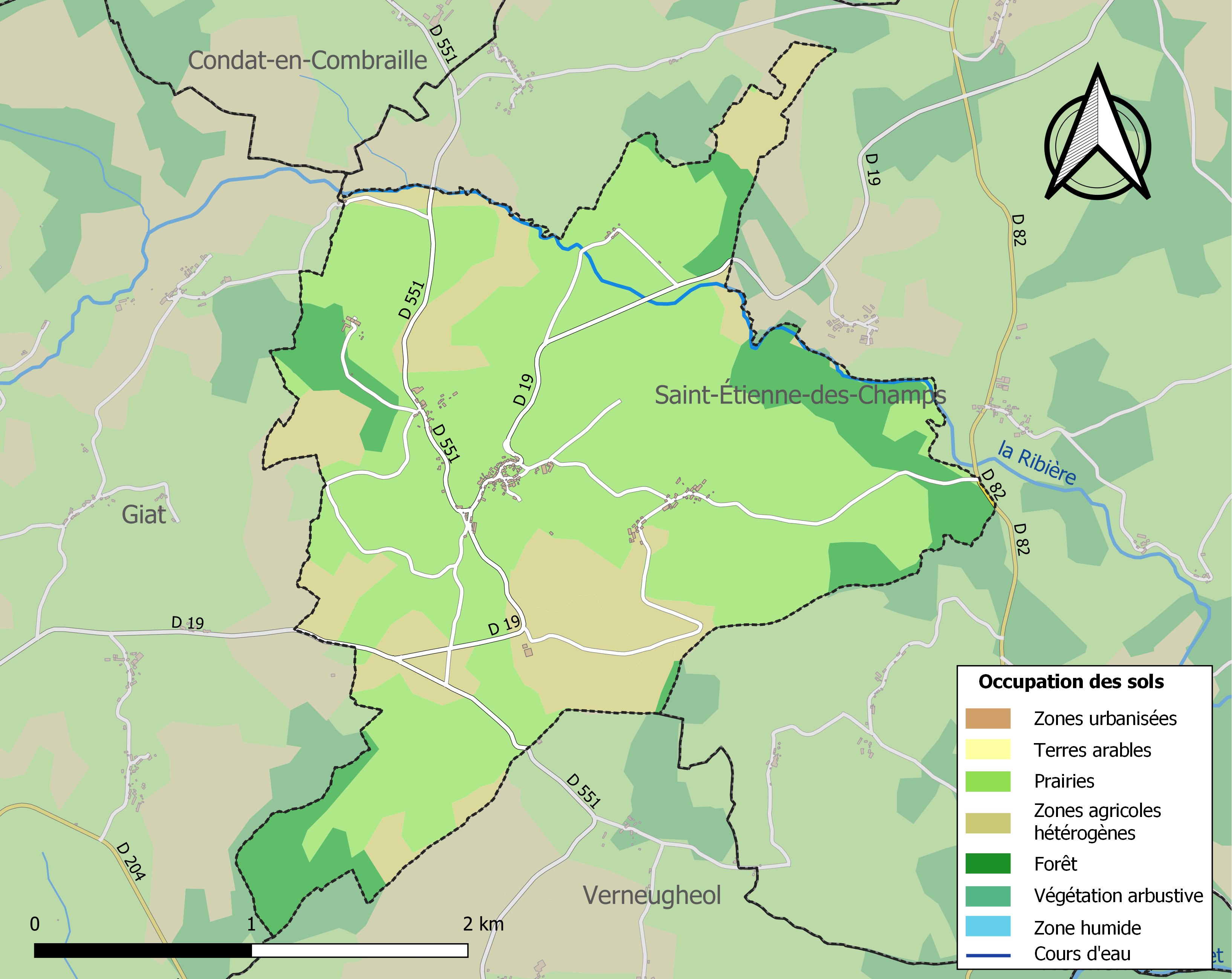
Carte des infrastructures et de l'occupation des sols de la commune en 2018 (CLC).

## Histoire
La voie romaine d'Agrippa, de Lyon à Saintes, passait au sud de Voingt ; on peut reconnaître son tracé.
Le site archéologique de Beauclair, à cheval sur les communes de Voingt et de Giat, correspond à une agglomération secondaire romaine de la cité des Arvernes, interprétée comme la station Fines de la Table de Peutinger. Connu depuis la fin du XVIIIe siècle, le site est exploré par Ambroise Tardieu au début des années 1880. Plusieurs fouilles localisées ont eu lieu au cours du XXe siècle. Depuis 2020, l'agglomération fait l'objet de campagnes de prospection géophysique,. Le matériel découvert dans les fouilles est pour l'essentiel conservé à Voingt à la Maison du Patrimoine.

## Politique et administration

### Découpage territorial
La commune de Voingt est membre de la communauté de communes Chavanon Combrailles et Volcans, un établissement public de coopération intercommunale (EPCI) à fiscalité propre créé le 1er janvier 2017 dont le siège est à Pontaumur. Ce dernier est par ailleurs membre d'autres groupements intercommunaux. Jusqu'en 2016, elle faisait partie de la communauté de communes de Haute Combraille.
Sur le plan administratif, elle est rattachée à l'arrondissement de Riom, à la circonscription administrative de l'État du Puy-de-Dôme et à la région Auvergne-Rhône-Alpes. Avant mars 2015, elle faisait partie du canton de Pontaumur.
Sur le plan électoral, elle dépend du canton de Saint-Ours pour l'élection des conseillers départementaux, depuis le redécoupage cantonal de 2014 entré en vigueur en 2015, et de la deuxième circonscription du Puy-de-Dôme pour les élections législatives, depuis le dernier découpage électoral de 2010 (sixième circonscription avant 2010).

### Élections municipales et communautaires

#### Élections de 2020
Le conseil municipal de Voingt, commune de moins de 1 000 habitants, est élu au scrutin majoritaire plurinominal à deux tours avec candidatures isolées ou groupées et possibilité de panachage. Compte tenu de la population communale, le nombre de sièges à pourvoir lors des élections municipales de 2020 est de 7. La totalité des candidats en lice est élue dès le premier tour, le 15 mars 2020, avec un taux de participation de 78,00 %.

#### Chronologie des maires
| Période                                  | Période                   | Identité      | Étiquette | Qualité |
| ---------------------------------------- | ------------------------- | ------------- | --------- | ------- |
| Les données manquantes sont à compléter. |                           |               |           |         |
| avant 1988                               | ?                         | Alain Fraisse |           |         |
| mars 2008                                | mars 2014                 | Maurice Pages |           |         |
| mars 2014                                | mai 2020                  | Annie Rivet   |           |         |
| mai 2020                                 | En cours (au 9 juin 2020) | Josias Garcia |           |         |

## Population et société

### Démographie
Avec ses 57 habitants (en 2022), Voingt est le second village le moins peuplé des 464 communes du Puy-de-Dôme. Le premier est La Godivelle qui compte 17 habitants.

L'évolution du nombre d'habitants est connue à travers les recensements de la population effectués dans la commune depuis 1793. Pour les communes de moins de 10 000 habitants, une enquête de recensement portant sur toute la population est réalisée tous les cinq ans, les populations de référence des années intermédiaires étant quant à elles estimées par interpolation ou extrapolation. Pour la commune, le premier recensement exhaustif entrant dans le cadre du nouveau dispositif a été réalisé en 2006.

En 2022, la commune comptait 57 habitants, en évolution de +72,73 % par rapport à 2016 (Puy-de-Dôme : +2,1 %, France hors Mayotte : +2,11 %).
| 1793 | 1800 | 1806 | 1821 | 1831 | 1836 | 1841 | 1846 | 1851 |
| ---- | ---- | ---- | ---- | ---- | ---- | ---- | ---- | ---- |
| 230  | 217  | 257  | 237  | 254  | 295  | 300  | 291  | 299  |

| 1856 | 1861 | 1866 | 1872 | 1876 | 1881 | 1886 | 1891 | 1896 |
| ---- | ---- | ---- | ---- | ---- | ---- | ---- | ---- | ---- |
| 271  | 273  | 268  | 247  | 269  | 233  | 230  | 209  | 210  |

| 1901 | 1906 | 1911 | 1921 | 1926 | 1931 | 1936 | 1946 | 1954 |
| ---- | ---- | ---- | ---- | ---- | ---- | ---- | ---- | ---- |
| 226  | 246  | 220  | 207  | 211  | 208  | 192  | 148  | 142  |

| 1962 | 1968 | 1975 | 1982 | 1990 | 1999 | 2006 | 2011 | 2016 |
| ---- | ---- | ---- | ---- | ---- | ---- | ---- | ---- | ---- |
| 150  | 141  | 119  | 108  | 64   | 60   | 63   | 50   | 33   |

| 2021 | 2022 | - | - | - | - | - | - | - |
| ---- | ---- | - | - | - | - | - | - | - |
| 48   | 57   | - | - | - | - | - | - | - |

## Culture locale et patrimoine

### Lieux et monuments
- Le vicomte de Cressac édifia au début du vingtième siècle un château (toujours mentionné sur les cartes Michelin) sur le site de Châteaubrun. Après son décès, ses créanciers se servirent sur cette demeure inachevée que le vicomte voulait une évocation du château de Pau. Une carte postale intitulé Environs de Giat, Châteaubrun garde souvenir de cet édifice. Un manège pour les chevaux marque l'emplacement de ce château disparu. Dans le bois proche, un édifice marqué d'une croix doit être l'ancienne chapelle funéraire du château. Une tour à l'entrée du domaine actuel de Châteaubrun subsiste aussi.
- L'église conserve un vitrail représentant un saint, dont les traits reprendraient ceux du vicomte de Cressac.
- La Maison du patrimoine archéologique de Voingt (Maison archéologique des Combrailles) regroupe de nombreux objets découverts lors des fouilles récentes : poignards en silex des ateliers du Grand-Pressigny, céramique sigillée de Lezoux.
- Croix de la Garde (alt. : 820 m). Panorama étendu.

### Personnalités liées à la commune
- Ambroise Tardieu, qui fouilla le site de Beauclair.